# Dicranomyia (Dicranomyia) luteitarsis
Dicranomyia (Dicranomyia) luteitarsis is een tweevleugelige uit de familie steltmuggen (Limoniidae). De soort komt voor in het Oriëntaals gebied.